# Dhikpur
Dhikpur (nepalski: ढिकपुर) – gaun wikas samiti w zachodniej części Nepalu w strefie Rapti w dystrykcie Dang Deokhuri. Według nepalskiego spisu powszechnego z 2001 roku liczył on 1859 gospodarstw domowych i 10651 mieszkańców (5466 kobiet i 5185 mężczyzn).